# Libra palestina

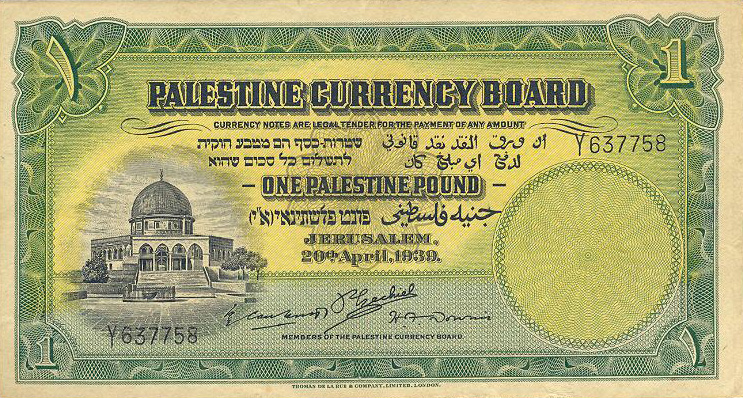
Nota de uma libra palestina de 1939

A libra palestina (em árabe: جنيه فلسطيني; em inglês:  Palestine pound; em hebraico:  פֿוּנְט פַּלֶשְׂתִינָאִי א"י) foi a moeda do Mandato Britânico da Palestina de 1 de novembro de 1927 a 14 de maio de 1948, e do Estado de Israel entre 15 de maio de 1948 e 23 de junho de 1952, quando foi substituída pela lira israelense. A libra palestina também foi a moeda da Transjordânia até 1949, quando foi substituída pelo dinar jordaniano, e permaneceu em uso na ocupação da Cisjordânia pela Jordânia até 1950. Na Faixa de Gaza, a libra palestina continuou em circulação até abril de 1951, quando foi substituída pela libra egípcia.

## História
Até 1918, a Palestina era parte integrante do Império Otomano e por isso utilizava a sua moeda, a lira otomana. Durante 1917 e 1918, a Palestina foi ocupada pelo exército britânico, que estabeleceu uma administração militar. A moeda oficial era a libra egípcia, que foi introduzida pela primeira vez no Egito em 1834, mas várias outras moedas tinham curso legal a taxas de câmbio fixas que eram vigorosamente aplicadas. Após o estabelecimento de uma administração civil em 1921, o Alto Comissário Herbert Samuel ordenou que a partir de 22 de janeiro de 1921 apenas a moeda egípcia e o ouro soberano britânico teriam curso legal.
Em 1926, o Secretário de Estado Britânico para as Colônias nomeou um Conselho Monetário da Palestina para introduzir uma moeda local. Foi sediado em Londres e presidido por PG Ezechiel, com um oficial monetário residente na Palestina. O conselho decidiu que a nova moeda seria chamada de libra palestina, 1:1 com a libra esterlina e dividida em 1.000 mils. A moeda de ouro £P1 conteria 123,27447 grãos de ouro padrão. A legislação habilitadora foi a Ordem da Moeda da Palestina, 1927, assinada pelo Rei em fevereiro de 1927. A libra palestina tornou-se moeda legal em 1 de novembro de 1927. A libra egípcia (à taxa fixa de £P1 = £ E0,975) e o soberano britânico do ouro permaneceu com curso legal até 1 de março de 1928.
A Ordem Monetária da Palestina excluiu explicitamente a Transjordânia da sua aplicação, mas o Governo da Transjordânia decidiu adotar a libra palestina ao mesmo tempo que a Palestina o fez. A libra egípcia permaneceu com curso legal na Transjordânia até 1930.
Todas os nomes eram escritos em árabe, inglês e hebraico. A inscrição hebraica incluía depois de "Palestina" as iniciais "Álefe Iode", para Eretz Yisrael (Terra de Israel).
O Conselho Monetário foi dissolvido em maio de 1948, com o fim do Mandato Britânico, mas a libra palestina continuou em circulação por períodos de transição:
- Israel adotou a lira israelense em 1952. Em agosto de 1948, novas notas foram emitidas pelo Banco Anglo-Palestino, de propriedade da Agência Judaica e com sede em Londres.

- A Jordânia adotou o dinar jordaniano em 1949.

- Na Cisjordânia, a libra palestina continuou a circular até 1950, quando a Cisjordânia foi anexada pela Jordânia, e o dinar jordaniano passou a ter curso legal ali. O dinar jordaniano ainda tem curso legal na Cisjordânia, juntamente com o shekel israelense.

- Na Faixa de Gaza, a libra palestina continuou a circular até abril de 1951, quando foi substituída pela libra egípcia, três anos depois de o exército egípcio ter assumido o controle do território.

Desde meados da década de 1980, as principais moedas utilizadas na Cisjordânia têm sido o shekel e o dinar jordaniano. O shekel é usado para a maioria das transações, especialmente no varejo, enquanto o dinar é mais usado para transações de poupança e bens duráveis. O dólar estadunidense também é por vezes utilizado para poupanças e para compra de bens estrangeiros. O dólar é utilizado pela esmagadora maioria das transações supervisionadas pela Autoridade Monetária Palestiniana (o nascente banco central da Palestina), que representa apenas uma fração de todas as transações realizadas na Palestina ou por palestinos.
O shekel é a principal moeda de Gaza. Sob o domínio egípcio (1948–1956), Gaza usou principalmente a libra egípcia. Quando Israel ocupou a Faixa de Gaza durante a crise de Suez de 1956, a administração militar tornou a lira israelense (a antecessora do shekel) a única moeda legal em Gaza em um decreto de 3 de dezembro e implementou uma taxa de câmbio favorável para retirar de circulação todas as libras egípcias. Como resultado, a lira e depois o shekel tornaram-se a moeda dominante em Gaza, uma situação que foi reforçada em 1967 pela ocupação israelense de Gaza após a Guerra dos Seis Dias.
Nos termos do Artigo IV do Protocolo sobre Relações Econômicas, os palestinos não estão autorizados a introduzir de forma independente uma moeda palestiniana separada. Ao mesmo tempo, o uso de duas moedas aumenta os custos e os inconvenientes decorrentes das flutuações das taxas de câmbio.

## Cédulas
Em 1 de novembro de 1927, as cédulas foram introduzidas pelo Conselho Monetário da Palestina em denominações de 500 mils, 1, 5, 10, 50 e 100 libras. As últimas moedas foram emitidas para circulação em 1946, com todas as moedas datadas de 1947 sendo derretidas.